# Артем Козлюк
Артем Козлюк (15 липня 1998) — узбецький плавець. Учасник Чемпіонату світу з водних видів спорту 2017, де в попередніх запливах на дистанції 50 метрів батерфляєм посів 34-те місце і не потрапив до півфіналів.